# Grand Slam (bomba)
Grand Slam bomba je bila britanska 10 tonska "potresna bomba", ki jo je uporabljala RAF med 2. Svetovno vojno. Grand Slam je povečana verzija bombe Tallboy. Obe bombi je zasnoval britanski inženir Barnes Wallis. Vzdevek bombe je bil tudi "Ten ton Tess".Eksplozivna moč je bila 6,5 ton TNT.
Skupaj so zgradili 99 bomb, 42 od njih so bojno uporabili. Bile so efektivno orožje za uničevanje viaduktov, mostov, podzemeljskih bunkerjev in hangarjev za podmornice.
Ker so bile bombe drage za izdelavo in so imeli na voljo omejene količine bomb, so morali bombniki pristati z njimi, če jih niso odvrgli na tarčo.
Bombe so odmetavali s strateških bombnikov Avro Lancaster B.Mk 1. Bomba je med padanjem dosegla skoraj hitrost zvoka (320 m/s; 1150 km/h). preden je eksplodirala je penetrirala globoko v zemljo ali pa beton.